# Бамгарнер, Мэдисон
Мэдисон Кайл Бамгарнер (англ. Madison Kyle Bumgarner; род. 1 августа 1989, Хадсон, Северная Каролина) — американский бейсболист, питчер клуба Главной лиги бейсбола «Аризона Даймондбэкс». Трёхкратный победитель Мировой серии в составе «Сан-Франциско Джайентс». Четырёхкратный участник Матча всех звёзд лиги. Обладатель награды Сильвер Слаггер в 2014 и 2015 годах. В 2014 году признан Спортсменом года по версии Sports Illustrated.

## Карьера
Был выбран Гигантами в первом раунде драфта 2007 года под общим 10 номером. Сразу же подписал контракт, отлично играл во всех уровнях системы «Джайентс», имея ERA меньше 2,00.
Был вызван в МЛБ из команды уровня АА в возрасте 20 лет, когда травму получил Тим Линсекам. Стал вторым самым молодым игроком «Джайентс» после Майка МакКормика, дебютировавшего в 1958 году в 19 лет. Сам Мэдисон дебютировал 8 сентября 2009 года в поединке против «Падрес». Мэдисон провёл 5.1 иннингов и пропустил в дом двоих. Кроме того, трижды вышел в сезоне реливером.
Провёл весенний тренировочный лагерь 2010 года, но после него отправился в «Фресно Гриззлес», команду уровня ААА. Вызван оттуда 26 июня, после чего прочно закрепился в стартовой ротации. Всего провёл в сезоне 18 игр, имея 7-6 побед-поражений и 3,00 ERA.
В постсезоне провёл четыре игры, в трёх выходя стартером, имея две победы. Самой значимой стала игра против «Техаса» в четвёртой игре Мировой Серии, проведя 8 иннингов и пропустив всего лишь три хита и сделав 6 страйкаутов.
После восьми первых проведённых игр в сезоне 2011 года имел лишь шесть поражений, причём после первых четырёх ERA был 6.17. Однако к концу сезона он выровнял положение, имея 13-13 побед-поражений и 3.21 ERA.
28 июня 2012 года в поединке против «Редс» провёл свою первую полную игру и сделал первый шатаут. После сезона 2012 года имел 16-11 побед-поражений и 3.37 ERA.

## Стиль подач
Основные подачи 4-seem фастбол и слайдер, реже использует кёрвбол, синкер и ченджап. Последний чаще всего используется для праворуких отбивающих.

## Семья
14 февраля 2010 года женился на школьной подруге Эли Сондерс, они живут на ферме в Северной Каролине.